# Campionati del mondo di ciclismo su strada 2024

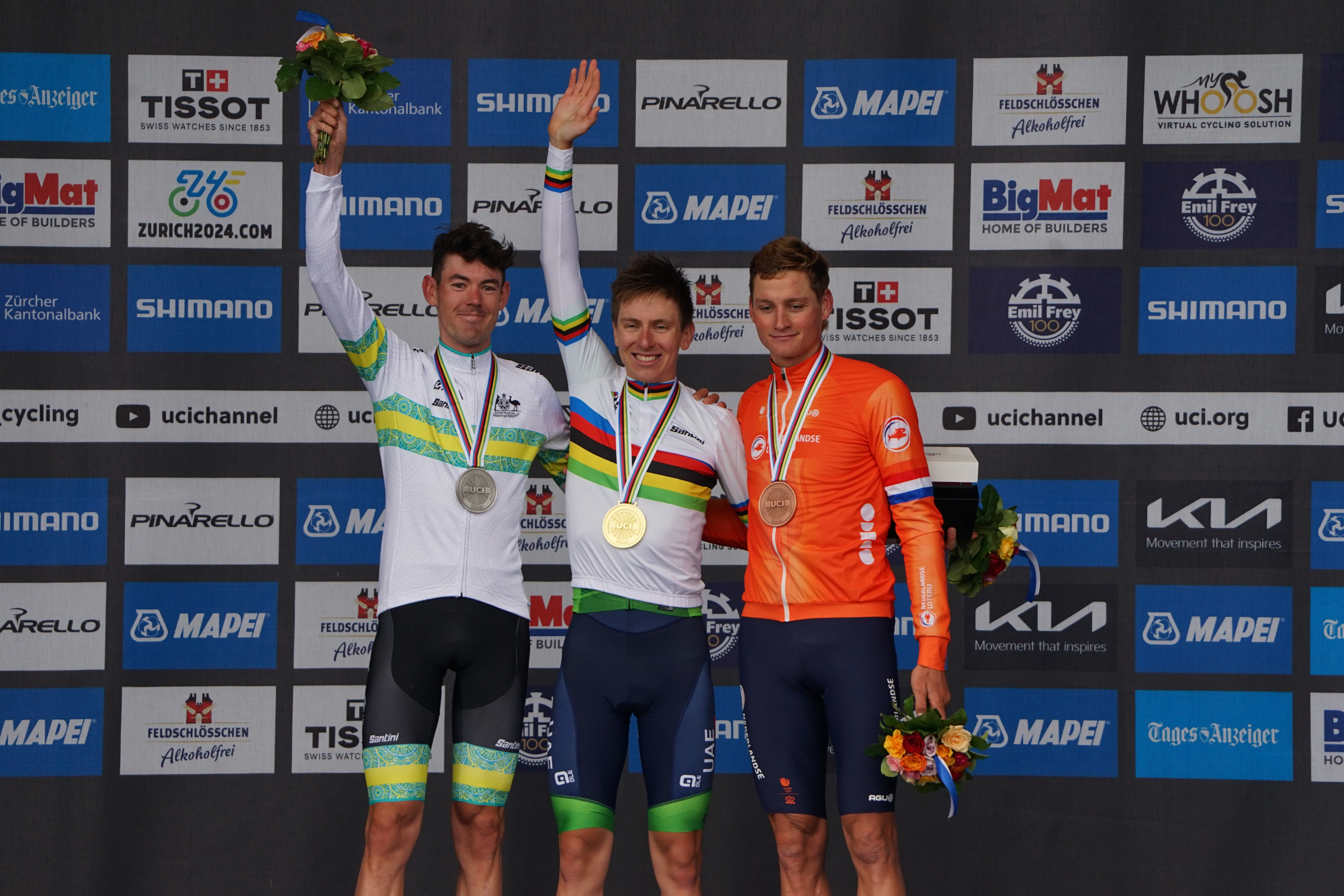
Lo sloveno Tadej Pogačar (al centro), campione del mondo nella prova in linea Elite maschile sul podio con l'australiano Ben O'Connor (argento, a sinistra) e l'olandese Mathieu van der Poel (bronzo, a destra)

I campionati del mondo di ciclismo su strada 2024 (en.: UCI Road World Championships) si sono svolti dal 22 al 29 settembre 2024 a Zurigo e dintorni, in Svizzera. È stata l'undicesima edizione di un campionato del mondo tenutasi in Svizzera, quindici anni dopo l'ultima, nel 2009 a Mendrisio. Si è trattato invece della quarta edizione ad avere luogo a Zurigo.
Come decretato dall'UCI in occasione dell'edizione del 2022 le prove dedicate alle donne Under-23 sono state disputate insieme alle gare élite, per poi assegnare il titolo di campionessa alla migliore della categoria. Questo è stato l'ultimo anno in cui ciò è accaduto, in quanto dal 2025 le donne Under-23 avranno due prove separate.
Si sono disputate un totale di 13 diverse gare: sei in linea, sei cronometro individuali e una staffetta mista. Durante l'evento è morta l'atleta svizzera diciottenne Muriel Furrer, in seguito ad un incidente avvenuto durante la prova junior femminile. Su richiesta della famiglia della stessa Furrer si è deciso di continuare l'evento.

## Calendario
Tutti gli orari sono nell'ora locale UTC+2.
| Data                      | Ora                    | Località               | Prova                  | Distanza               |
| Cronometro individuali    | Cronometro individuali | Cronometro individuali | Cronometro individuali | Cronometro individuali |
| ------------------------- | ---------------------- | ---------------------- | ---------------------- | ---------------------- |
| 22 settembre              | 12:00                  | Gossau - Zurigo        | Femminile élite e U23  | 29,9 km                |
| 22 settembre              | 14:45                  | Oerlikon - Zurigo      | Maschile élite         | 46,1 km                |
| 23 settembre              | 9:15                   | Zurigo - Zurigo        | Junior maschile        | 24,9 km                |
| 23 settembre              | 14:45                  | Gossau - Zurigo        | U23 maschile           | 29,9 km                |
| 24 settembre              | 8:30                   | Zurigo - Zurigo        | Junior femminile       | 18,8 km                |
| Staffetta mista a squadre |                        |                        |                        |                        |
| 25 settembre              | 14:00                  | Zurigo - Zurigo        | Mista                  | 53,7 km                |
| Corsa in linea            |                        |                        |                        |                        |
| 26 settembre              | 10:00                  | Uster - Zurigo         | Junior femminile       | 73,6 km                |
| 26 settembre              | 14:10                  | Uster - Zurigo         | Junior maschile        | 127,2 km               |
| 27 settembre              | 12:45                  | Uster - Zurigo         | U23 maschile           | 173,6 km               |
| 28 settembre              | 12:45                  | Uster - Zurigo         | Femminile élite e U23  | 154,1 km               |
| 29 settembre              | 10:30                  | Winterthur - Zurigo    | Maschile élite         | 273,9 km               |

## Medagliere

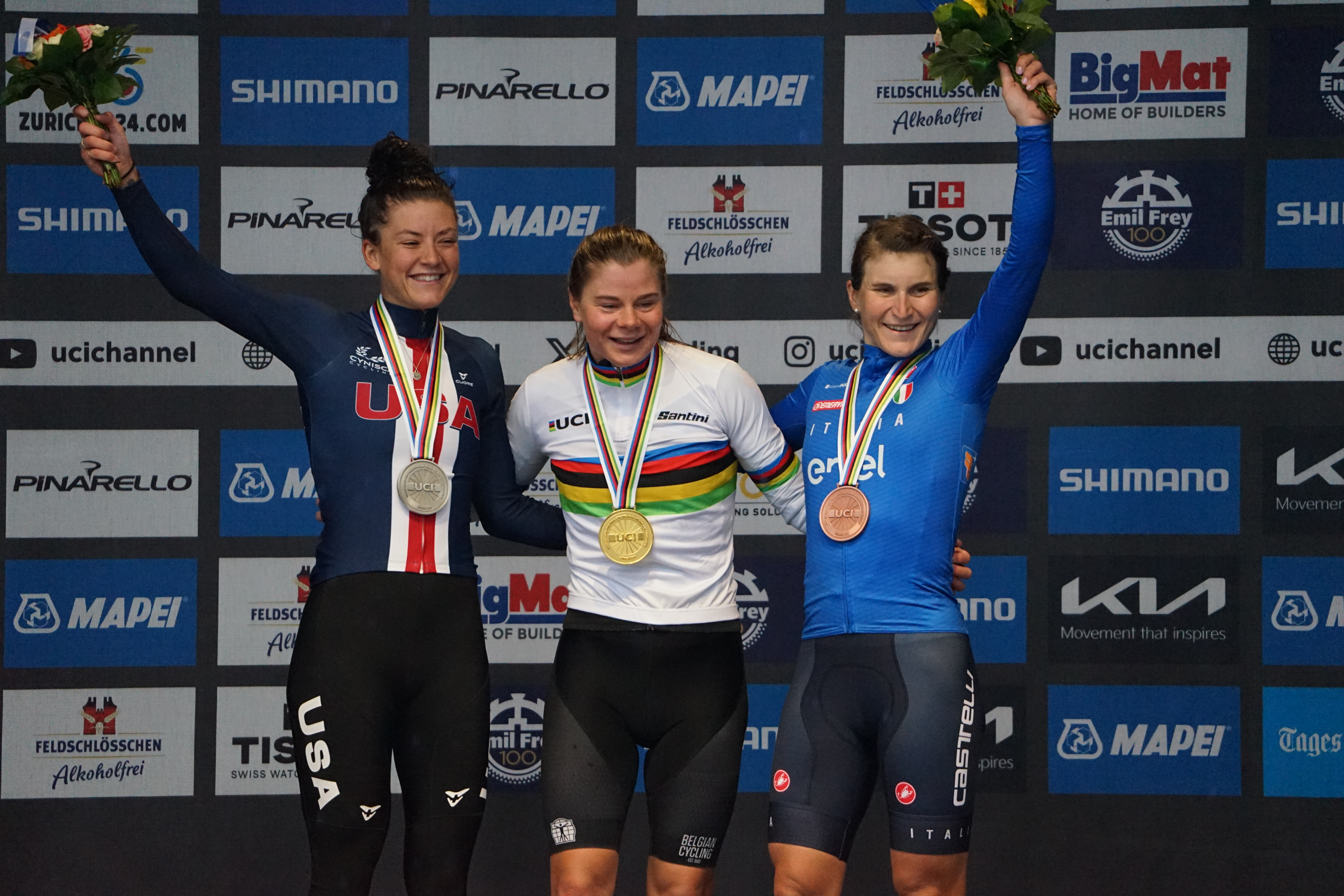
La belga Lotte Kopecky (al centro), campione del mondo nella prova in linea Elite femminile sul podio con la statunitense Chloé Dygert (argento, a sinistra) e l'italiana Elisa Longo Borghini (bronzo, a destra)

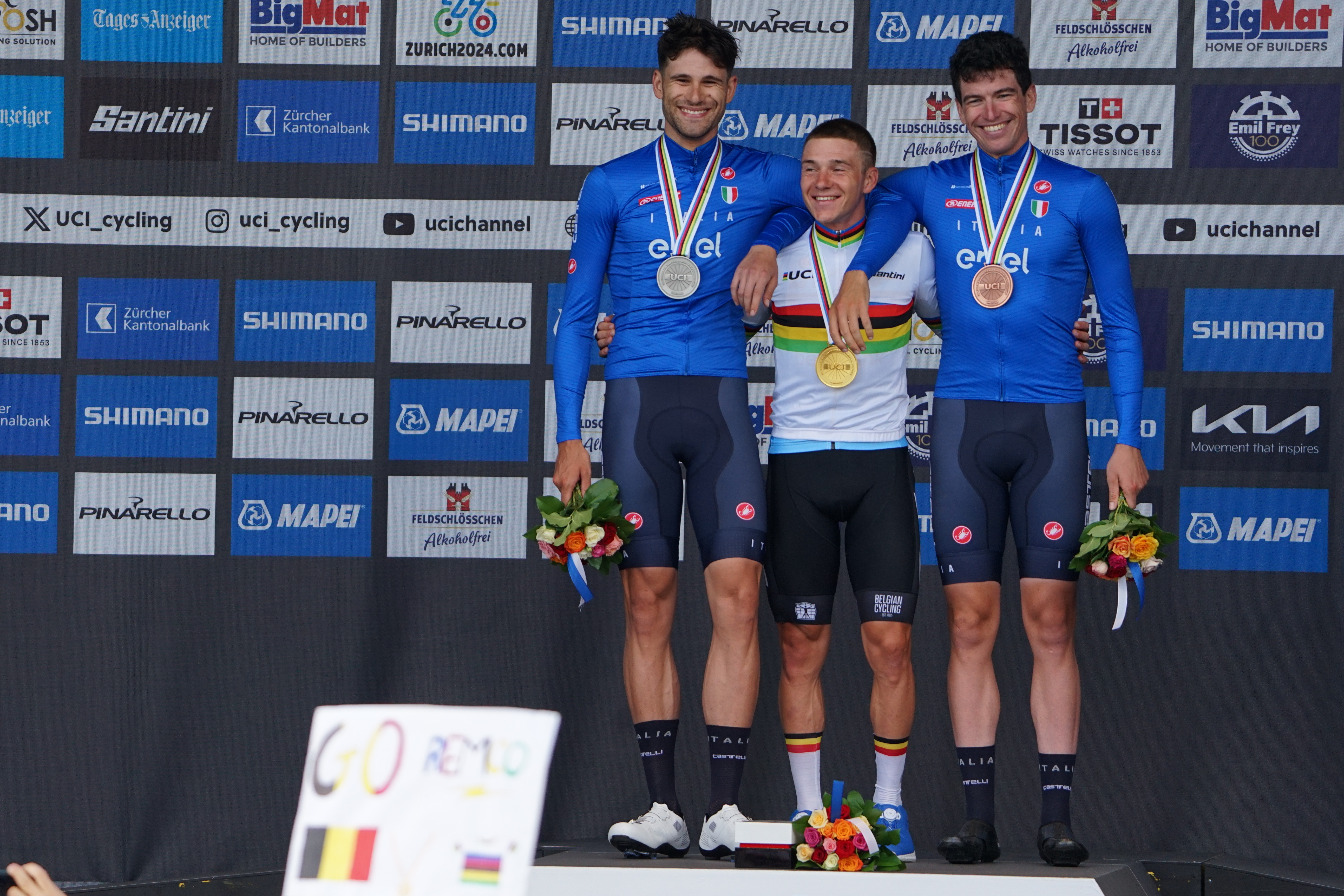
Il belga Remco Evenepoel (al centro), campione del mondo nella prova a cronometro Elite sul podio con gli italiani Filippo Ganna (argento, a sinistra) e Edoardo Affini (bronzo, a destra)

| Pos.   | Nazione       | Oro | Argento | Bronzo | Totale |
| ------ | ------------- | --- | ------- | ------ | ------ |
| 1      | Australia     | 2   | 2       | 0      | 4      |
| 2      | Belgio        | 2   | 1       | 3      | 6      |
| 3      | Gran Bretagna | 2   | 1       | 1      | 4      |
| 3      | Germania      | 2   | 1       | 1      | 4      |
| 5      | Italia        | 1   | 1       | 3      | 5      |
| 6      | Paesi Bassi   | 1   | 1       | 2      | 4      |
| 7      | Spagna        | 1   | 1       | 0      | 2      |
| 8      | Francia       | 1   | 0       | 0      | 1      |
| 8      | Slovenia      | 1   | 0       | 0      | 1      |
| 10     | Slovacchia    | 0   | 2       | 1      | 3      |
| 11     | Stati Uniti   | 0   | 1       | 1      | 2      |
| 11     | Svizzera      | 0   | 1       | 1      | 2      |
| 13     | Svezia        | 0   | 1       | 0      | 1      |
| Totale | Totale        | 13  | 13      | 13     | 39     |

## Sommario degli eventi
| Eventi                    | Oro                                                                                             | Tempo                      | Argento | Tempo   | Bronzo                                                                                               | Tempo   |
| Uomini Elite              |                                                                                                 |                            | |         | |         |
| Gara in linea dettagli    | Tadej Pogačar Slovenia                                                                          | 6h27'30" Media 42,410 km/h | Ben O'Connor Australia                                                                                         | a 34"   | Mathieu van der Poel Paesi Bassi                                                                     | a 58"   |
| Cronometro dettagli       | Remco Evenepoel Belgio                                                                          | 53'02" Media 52,156 km/h   | Filippo Ganna Italia                                                                                           | a 6"    | Edoardo Affini Italia                                                                                | a 54"   |
| Donne Elite               |                                                                                                 |                            | |         | |         |
| Gara in linea dettagli    | Lotte Kopecky Belgio                                                                            | 4h05'26" Media 37,672 km/h | Chloé Dygert Stati Uniti                                                                                       | s.t.    | Elisa Longo Borghini Italia                                                                          | s.t.    |
| Cronometro dettagli       | Grace Brown Australia                                                                           | 39'16" Media 45,688 km/h   | Demi Vollering Paesi Bassi                                                                                     | a 16"   | Chloé Dygert Stati Uniti                                                                             | a 56"   |
| Uomini Under-23           |                                                                                                 |                            | |         | |         |
| Gara in linea dettagli    | Niklas Behrens Germania                                                                         | 3h57'24" Media 43,875 km/h | Martin Svrček Slovacchia                                                                                       | s.t.    | Alec Segaert Belgio                                                                                  | a 28"   |
| Cronometro dettagli       | Iván Romeo Spagna                                                                               | 36'42" Media 48,883 km/h   | Jakob Söderqvist Svezia                                                                                        | a 32"   | Jan Christen Svizzera                                                                                | a 40"   |
| Donne Under-23            |                                                                                                 |                            | |         | |         |
| Gara in linea dettagli    | Puck Pieterse Paesi Bassi                                                                       | 4h08'26" Media 37,672 km/h | Neve Bradbury Australia                                                                                        | s.t.    | Antonia Niedermaier Germania                                                                         | s.t.    |
| Cronometro dettagli       | Antonia Niedermaier Germania                                                                    | 40'21" Media 45,688 km/h   | Jasmin Liechti Svizzera                                                                                        | a 2'11" | Julie De Wilde Belgio                                                                                | a 2'16" |
| Uomini Junior             |                                                                                                 |                            | |         | |         |
| Gara in linea dettagli    | Lorenzo Finn Italia                                                                             | 2h57'05"                   | Sebastian Grindley Gran Bretagna                                                                               | a 2'05" | Senna Remijn Paesi Bassi                                                                             | a 3'06" |
| Cronometro dettagli       | Paul Seixas Francia                                                                             | 28'08" Media 53,104 km/h   | Jasper Schoofs Belgio                                                                                          | a 6"    | Matisse Van Kerckhove Belgio                                                                         | a 7"    |
| Donne Junior              |                                                                                                 |                            | |         | |         |
| Gara in linea dettagli    | Cat Ferguson Gran Bretagna                                                                      | 1h54'48" Media 38,415 km/h | Paula Ostiz Spagna                                                                                             | s.t.    | Viktória Chladoňová Slovacchia                                                                       | s.t.    |
| Cronometro dettagli       | Cat Ferguson Gran Bretagna                                                                      | 23'49" Media 47,362 km/h   | Viktória Chladoňová Slovacchia                                                                                 | a 34"   | Imogen Wolff Gran Bretagna                                                                           | a 36"   |
| Staffetta a squadre mista |                                                                                                 |                            | |         | |         |
| Cronometro dettagli       | Australia Grace Brown Brodie Chapman Ben O'Connor Ruby Roseman-Gannon Jay Vine Michael Matthews | 1h12'52" Media 44,218 km/h | Germania Marco Brenner Miguel Heidemann Franziska Koch Liane Lippert Antonia Niedermaier Maximilian Schachmann | a 1"    | Italia Edoardo Affini Mattia Cattaneo Filippo Ganna Elisa Longo Borghini Soraya Paladin Gaia Realini | a 8"    |